# Bautista Kociubinski
Bautista Kociubinski (ur. 26 kwietnia 2001 w Buenos Aires) – argentyński piłkarz włosko-polskiego pochodzenia grający na pozycji środkowego pomocnika w Atlético Tucumán do którego jest wypożyczony z Estudiantes.